# Prácheňsko
Le Prácheňsko (ou Prachin en français, et Provincia Prachinensis en latin), est une région historique et culturelle de la République tchèque. Elle correspond approximativement au territoire du bassin de l'Otava, au nord-ouest de la Bohême-du-Sud. Le Prácheňsko - Prachin fut une région administrative historique de Bohême, de la fin du XIIIe siècle et à son abolissement par l'empire d'Autriche, lors de la réforme régionale de 1848.

## Description

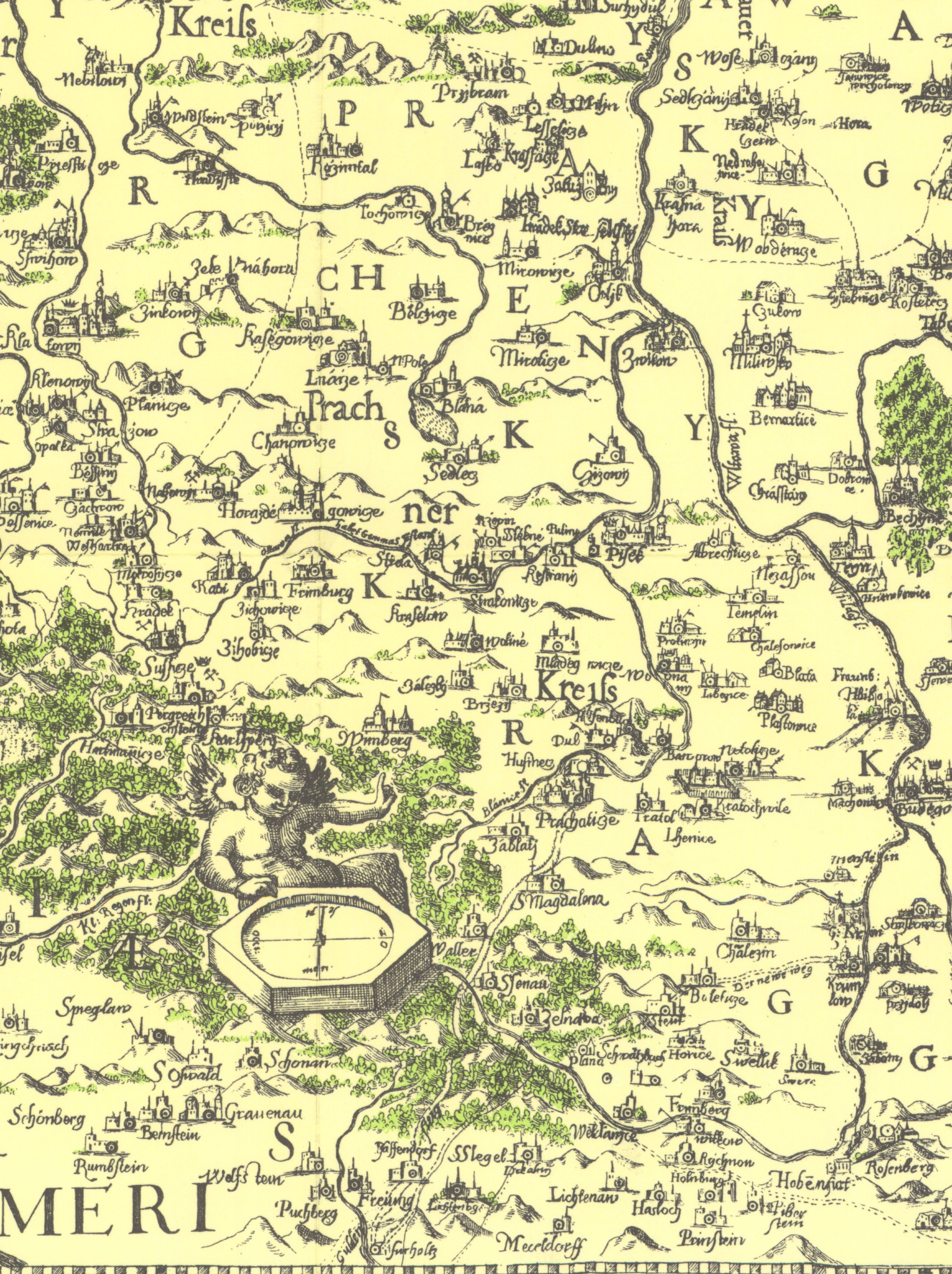
Plus ancienne représentation du Prachin sur le plan Aretin, 1619

Son périmètre s'étend à travers la Forêt de Bohême au sud, vers České Budějovice au nord, des abords de la ville de Příbram, à Železná Ruda, au sud-ouest.
Parmi les groupes ethniques de la région figurent les Tchèques, les Allemands, les Juifs et les Roms.
Aujourd'hui, cette région est divisée en trois districts, la Bohême-du-Sud, la Région de Plzeň et la Bohême centrale. Sa capitale était Písek, importante ville médiévale jusqu'à sa destruction en 1620, au cours de la guerre de Trente Ans.
La première capitale de cette région, Prácheň, du nom de son château, est maintenant entièrement recouverte par la forêt. Des vestiges se trouvent à proximité de Horažďovice.
Le dialecte tchèque local (dans la partie occidentale), qui a emprunté de nombreux mots à l'allemand, perdure encore ainsi que de l'usage de la cornemuse. La principale caractéristique géographique du Prachin de l'est est la rivière Otava ("Wotāva", dans le dialecte local).
Les principales villes de l'ancien Prachin sont Písek, Strakonice, Sušice, Rožmitál pod Třemšínem, Vimperk, Horní Planá, Železná Ruda, Kasejovice, Protivín et Horažďovice.
L'historien tchèque August Sedláček a beaucoup écrit sur le Prachin et la ville de Písek.

## Population

L'Otava, panorama

La population actuelle de la région est d'environ 200 000 à 250 000 habitants. L'ancien Prachin a beaucoup souffert d'une importante baisse démographique en raison de l'Expulsion des Allemands après la Seconde Guerre mondiale (environ 25 % de la population, principalement dans la partie sud) et de l'Holocauste. Aujourd'hui, la population juive est négligeable et il n'y a plus de synagogue.